# Batalha da Linha Metaxás
A Batalha da Linha Metaxás (em alemão: Kampf um die Metaxas-Linie), também conhecida na Grécia como Batalha dos Fortes (em grego: Μάχη των Οχυρών), foi a primeira batalha durante a invasão alemã da Grécia na Segunda Guerra Mundial. Os alemães conseguiram capturar vários fortes individuais, mas não conseguiram romper a fortificada Linha Metaxás em geral. A 2ª Divisão Panzer (XVIII Corpo de Montanha) cruzou as fronteiras da Iugoslávia com um movimento envolvente, superou a resistência iugoslava e grega e capturou Tessalônica em 9 de abril. A captura de Tessalônica forçou a Seção do Exército Grego da Macedônia Oriental a se render no dia 10 de abril e a batalha da Linha Metaxás terminou.
O general alemão Wilhelm List, comandante das forças alemãs que atacaram a Grécia, admirava a bravura e a coragem desses soldados. Ele se absteve de fazer prisioneiros os soldados gregos e declarou que o exército estava livre para partir com suas bandeiras de guerra, desde que entregassem suas armas e suprimentos. Ele também ordenou que seus soldados e oficiais saudassem os soldados gregos. Na época, a Linha Metaxás era mal equipada, já que a maior parte do Exército Grego estava envolvida na Guerra Greco-Italiana na frente albanesa.

## Prelúdio

### Origens da campanha
As origens da batalha estão na invasão italiana da Grécia, que ocorreu em 28 de outubro de 1940. O fracasso do Exército Italiano em dar um fim favorável à Guerra Greco-Italiana forçou os alemães a intervir, com uma operação que eles apelidaram de Operação Marita. 
Com o propósito de invadir a Grécia, a Alemanha tentou trazer os vizinhos do norte da Grécia, Bulgária e Iugoslávia, para a aliança do Pacto Tripartite. A Bulgária concordou em permitir a passagem de tropas alemãs para o ataque à Grécia, embora as tropas búlgaras não participassem do combate.  A Iugoslávia também concordou, mas um golpe derrubou o governo iugoslavo. Embora o pacto não tenha sido denunciado, Hitler decidiu atacar a Iugoslávia e também a Grécia. 

### A Linha Metaxás
A fortificação da área informalmente conhecida como Linha Metaxás foi concebida como uma medida defensiva contra a Bulgária. A Bulgária se recusou a assinar o Pacto dos Balcãs assinado pela Grécia, Iugoslávia, Turquia e Romênia em 1934, que visava manter o status quo geopolítico na região após a Primeira Guerra Mundial. A Linha Metaxás era uma série de fortes independentes ao longo da fronteira greco-búlgara, construídos em possíveis rotas de invasão. As guarnições de cada forte pertenciam à divisão ou brigada que controlava o respectivo setor de fronteira. As fortificações foram construídas com os escassos recursos que a Grécia conseguiu reunir e exploraram ao máximo o terreno. A construção começou em 1936; no entanto, em 1941 a linha ainda estava incompleta. 

## Forças

### Alemanha

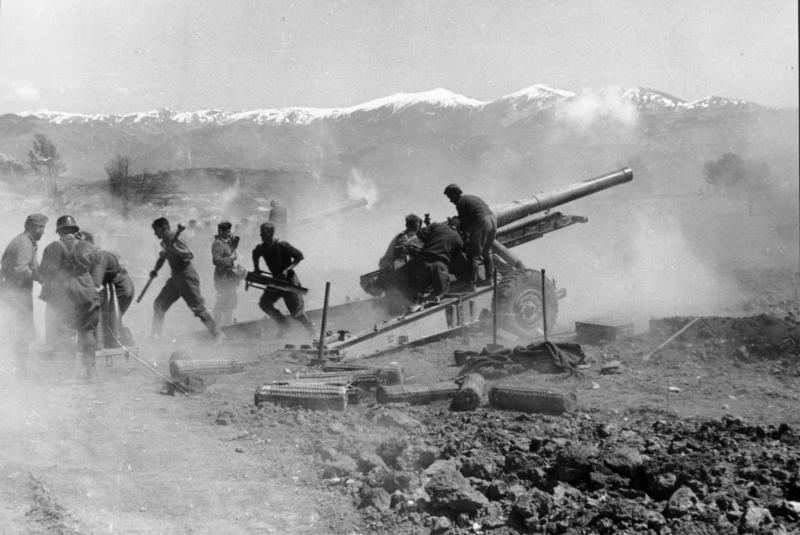
Artilharia alemã bombardeando a Linha Metaxás

A unidade alemã destacada para a invasão da Grécia foi o 12º Exército sob o comando do marechal de campo Wilhelm List, com um total de 15 divisões e outros elementos. Destes, o XVIII e o XXX Corpos seriam usados contra a Linha Metaxás:
XVIII Corpo de Montanha (Tenente-general Franz Böhme)
- 2ª Divisão Panzer (Tenente-general Rudolf Veiel)
- 5ª Divisão de Montanha (Major-general Julius Ringel)
- 6ª Divisão de Montanha (Major-general Ferdinand Schörner)
- 72ª Divisão de Infantaria (Major-general Philipp Müller-Gebhard)
- 125º Regimento de Infantaria Independente (Coronel Erich Petersen)

XXX Corpo (General de infantaria Eugen Ott)
- 50ª Divisão de Infantaria (Major-general Karl Adolf Hollidt)
- 164ª Divisão de Infantaria (Major-general Josef Folttmann)

### Grécia e Iugoslávia

#### Grécia
As unidades gregas responsáveis pela Linha Metaxás foram a Seção do Exército da Macedônia Oriental sob o comando do Tenente-general Konstantinos Bakopoulos e a Brigada Evros Independente sob o comando do Major-general Ioannis Zisis:
Seção do Exército da Macedônia Oriental (Tenente-general Konstantinos Bakopoulos)
- Grupo de Divisões (Tenente-general Panagiotis Dedes)
  - 18ª Divisão de Infantaria (Major-general Leonidas Stergiopoulos)
    - 70 e 81 e 91 Inf. Reg.; (6 batalhões, cinco fortes, 52 armas)

  - 14ª Divisão de Infantaria (Major-general Konstantinos Papakonstantinou)
    - 41 e 73 Inf. Reg.; (7 batalhões, oito fortes, 90 armas)
- 7ª Divisão de Infantaria (Major-general Christos Zoiopoulos)
  - 26 e 71 e 92 Inf. Reg.; (10 batalhões, seis fortes, 76 armas)
- Brigada de Infantaria Nestos (Coronel Anastasios Kalis)
  - 37 e 93 Inf. Reg.; (5 batalhões, um forte, 16 armas)
- 19ª Divisão Mecanizada (Major-general Nikolaos Lioumbas)
  - 191 e 192 e 193 Mot. Reg, Destacamento de Krousia; (3 batalhões de tanques, 3 batalhões motorizados, 2 batalhões de infantaria, 36 canhões)

Zona de Operações da Trácia Ocidental (Major-general Ioannis Zisis)
- Brigada de Infantaria Evros (Major-general Ioannis Zisis)
  - Batalhões de Fronteira de Soufli, Komotini e Pythio; (total: 3 batalhões, um forte, sem armas)

#### Iugoslávia
A força iugoslava que contribuiu diretamente para a defesa da Linha Metaxás foi a 20ª Divisão de Infantaria "Bregalnička", parte do 3º Exército Territorial do Exército Iugoslavo. Ela enfrentou a 2ª Divisão Panzer alemã, que tentaria flanquear toda a posição grega cruzando a Grécia a partir do território iugoslavo.
20ª Divisão de Infantaria "Bregalnička" (Tenente-general Dragutin I. Živanović)
- 23° e 28° e 49° Regimentos de Infantaria, 20° Regimento de Artilharia